# اكابل (مقاطعة كلاردشت)
اكابل (بالفارسية: اکاپل) هي قرية تقع في قسم كلاردشت الغربي الريفي (مقاطعة كلاردشت) في إيران.